# تایاس براونینگ
تایاس چارلز براونینگ (انگلیسی: Tyias Charles Browning؛ زادهٔ ۲۷ مهٔ ۱۹۹۴) بازیکن فوتبال اهل انگلستان است.وی هم اکنون ملیت چین را پذیرفت.عضو باشگاه فوتبال شانگهای پورت چین است.
از باشگاه‌هایی که در آن بازی کرده‌است می‌توان به اورتون، ویگان اتلتیک، پرستون نورث اند، ساندرلند و گوانگ‌ژو اورگراند اشاره کرد.